# Лиахона

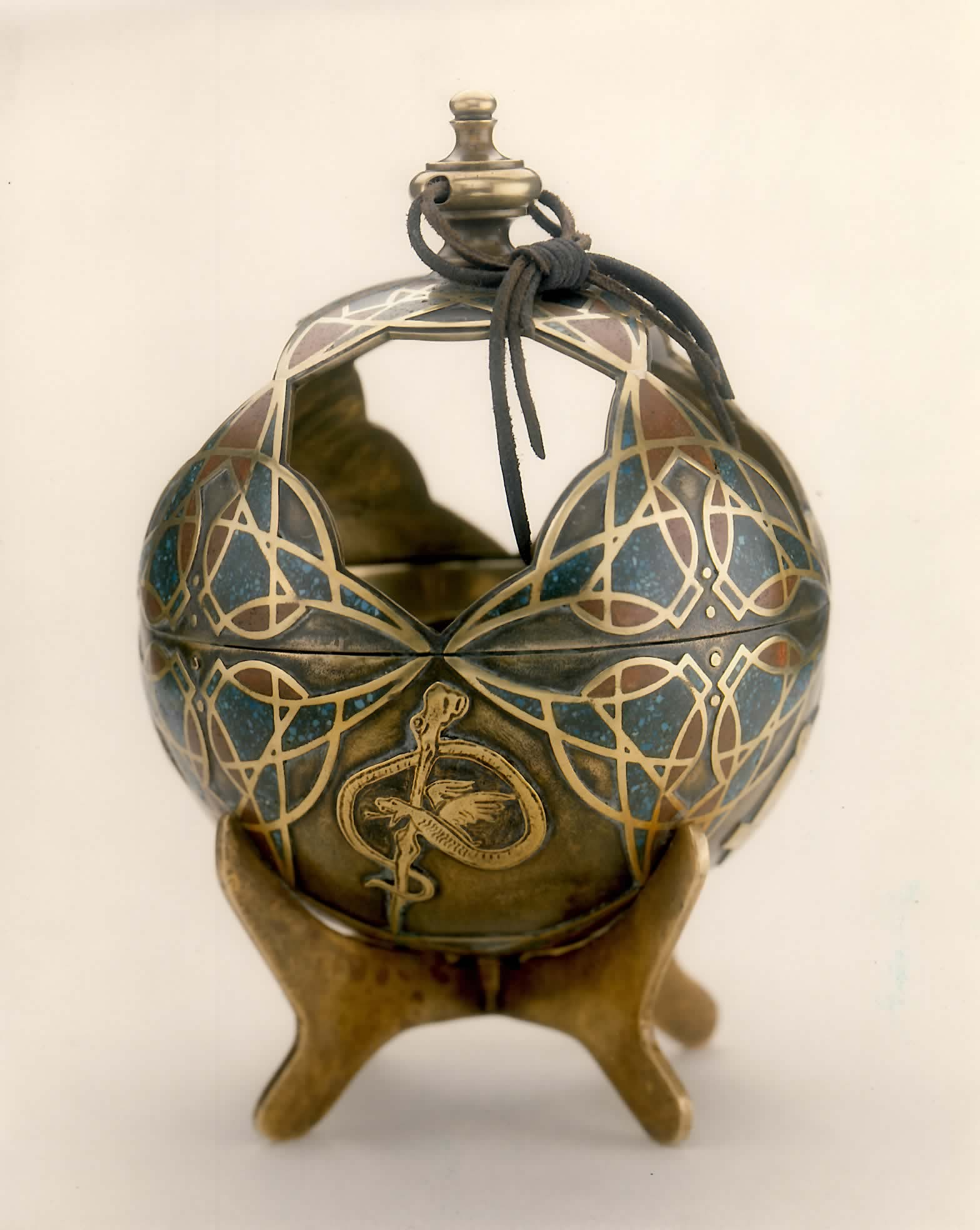
Лиахона

Лиахона — древний компас-указатель из Книги Мормона. Небольшой шар искусной работы, который показывал направление, в котором семье Божьих избранников следовало идти по пустыне. Единственный ориентир для оказавшихся в пустыне людей. Показывал верное направление, только если они соблюдали заповеди Бога. Затем на тех же условиях служил компасом в путешествии этой семьи по океану.
Позднее в проповеди пророка из Книги Мормона этот компас стал символом слов Христа, которые указывают человеку верный путь через земную «долину скорби» по направлению к вечной жизни.
Сейчас существует журнал «Лиахона» — официальное издание Церкви Иисуса Христа Святых последних дней.